# Societatea Dreptății din America
Justice Society of America (denumire tradusă în română ca Societatea Dreptății din America) este o echipă de supereroi care apare în benzile desenate americane publicate de DC Comics. A fost concepută de editorul Sheldon Mayer și scriitorul Gardner Fox, în timpul Epocii de Aur a benzilor desenate. A debutat în All Star Comics #3 (iarnă 1940-1941), devenind astfel prima echipă de supereroi din benzile desenate. Membrii săi inițiali au fost Doctor Fate, Hourman, Spectre, Sandman, Atom, Flash, Lanterna Verde și Hawkman.
După ce popularitatea benzilor desenate cu supereroi a scăzut la sfârșitul anilor 1940, aventurile JSA au încetat, odată cu numărul 57 al seriei (martie 1951). În timpul Epocii de Argint a benzilor desenate, DC Comics a remodelat mai mulți membri ai Societății Dreptății, și i-a reunit într-o nouă echipă, Liga Dreptății. 
S-a stabilit că Societatea Dreptății exista pe „Pământul doi”, iar Liga Dreptății pe „Pământul unu”, versiuni ale planetei din universuri diferite. Acest lucru a permis realizarea unor colaborări anuale interdimensionale ale echipelor, între 1963 și 1985. Noile serii, precum All-Star Squadron, Infinity, Inc., și o nouă All-Star Comics, au prezentat aventurile JSA, ale copiilor și moștenitorilor săi, și au explorat problemele legate de îmbătrânire, diferențele dintre generații, și contrastele dintre Epoca de Aur și epocile ulterioare.

## Publicații

### All Star Comics
Societatea Dreptății din America a debutat în All Star Comics #3 (iarnă 1940-1941). Inițial, echipa i-a inclus pe Doctor Fate, Hour-Man, Spectre, Sandman, Atom, Flash, Lanterna Verde și Hawkman. Superman și Batman au fost prezentați ca membri onorifici. Deoarece unele dintre aceste personaje (Atom, Flash, Lanterna Verde și Hawkman) au fost create pentru All-American Publications, și nu făceau parte din panteonul DC, All-Star Comics #3 a primul titlu cu supereroi inter-companii, precum și primul titlu ce prezenta o echipă de supereroi. Istoricul de benzi desenate Les Daniels a notat că: „Aceasta a fost, evident, o noțiune grozavă, deoarece oferea cititorilor o mulțime de eroi reputați pentru 10 cenți, și, de asemenea, distracția de a vedea cum interacționează personajele favorite ale fanilor”.
Aventurile JSA au fost scrise de Gardner Fox, precum și de John Broome și Robert Kanigher. Seria a fost ilustrată de o legiune de artiști, printre care Martin Nodell, Joe Kubert, Jack Kirby, Harry Lampert, Joe Simon, Alex Toth, Sheldon Moldoff, Carmine Infantino, Joe Giella, Win Mortimer, Bernard Baily, Frank Giacoia, H. G. Peter, Jack Burnley, Lee Elias, Irwin Hasen, Bob Oksner, Paul Reinman, Everett E. Hibbard și Bernard Sachs.
All Star Comics #8 (decembrie 1941/ianuarie 1942) a inclus prima apariție a Femeii Minune. Spre deosebire de celelalte personaje care aveau propriile lor publicații, supereroinei i s-a permis să apară în serie, dar numai ca secretară a JSA, începând cu numărul 11, și nu a luat parte în mod activ la majoritatea aventurilor decât mult mai târziu în serie.
Societatea Injustiției s-a luptat pentru prima dată cu JSA în numărul 37, într-o poveste scrisă de Robert Kanigher. A doua femeie membră a echipei, Canarul Negru, a ajutat pentru prima dată grupul în All Star Comics #38, și a devenit membru cu drepturi depline în numărul 41.
Aventurile All Star Comics și ale Societății Dreptății din Epoca de Aur s-au încheiat cu numărul 57, titlul devenind apoi All-Star Western, fără supereroi. O bună parte din ilustrațiile unei povești nepublicate din All Star Comics, intitulată „The Will of William Wilson”, au supraviețuit și au fost retipărite în diverse publicații ale editurii TwoMorrows Publishing.

### Epoca de Argint
După ce a reușit să introducă cu succes noi versiuni ale mai multor personaje (Flash, Lanterna Verde, etc.) la sfârșitul anilor 1950, DC a apelat la un veteran al industriei și fost scriitor al Justice Society, Gardner Fox, pentru a crea o nouă versiune a Societății Dreptății. Editorul Julius Schwartz, influențat de popularitatea Ligii Naționale și a Ligii Americane de Baseball din Major League, a decis să schimbe numele echipei din Societatea Dreptății în Liga Dreptății.
În The Flash #123 (septembrie 1961) „The Flash of Two Worlds”, Flash din Epoca de Argint îl întâlnește pe omologul său din Epoca de Aur, Jay Garrick, care, împreună cu restul Societății Dreptății, locuiește într-un univers alternativ. Această întâlnire istorică a devenit astfel una dintre benzile desenate clasice DC ale Epocii de Argint. Scrisorile fanilor din paginile numerelor următoare au fost extrem de entuziaste cu privire la renașterea Flash-ului original.
Aceste povești au pregătit terenul pentru „Crisis on Earth-One” (Justice League of America #21, august 1963) și „Crisis on Earth-Two” (Justice League of America #22, septembrie 1963), o poveste în două părți în care Societatea Dreptății din Epoca de Aur face echipă cu Liga Dreptății din Epoca de Argint pentru a combate o echipă de răufăcători din ambele lumi. În anul următor, cele două echipe de eroi au lucrat împreună pentru a opri o versiune malefică a Ligii Dreptății de pe un alt Pământ alternativ (Justice League of America #29, „Crisis on Earth-Three”, august 1964) Aceste povești au devenit primele dintr-o lungă serie de colaborări ale celor două supergrupuri, o tradiție anuală care a continuat până în 1985.

### Epoca de Bronz
Popularitatea JSA a crescut până când și-au redobândit propriul titlu. În All Star Comics #58 (ianuarie/februarie 1976), grupul s-a întors ca profesorat pentru un grup de eroi mai tineri, numit pentru scurt timp „Super Squad”. Această serie a durat până la #74, cu o scurtă apariție ulterioară în Adventure Comics #461-466, dar a avut trei contribuții semnificative: a introdus-o pe Power Girl în All Star Comics #58, a relatat moartea lui Batman din Epoca de Aur în Adventure Comics #461-462, și, după aproape 40 de ani, a oferit în sfârșit o poveste de origine pentru JSA în DC Special #29.
Huntress (Helena Wayne) a fost introdusă în DC Super Stars #17 (noiembrie 1977). Seria All Star Comics din anii 1970 a fost scrisă de Gerry Conway și Paul Levitz, iar printre artiști s-au numărat Ric Estrada, Wally Wood, Keith Giffen, Joe Staton și Bob Layton.

## Membri
| Supererou                     | Nume real             | Data înrolării      |
| ----------------------------- | --------------------- | ------------------- |
| Atom                          | Al Pratt              | All Star Comics #3  |
| Batman                        | Bruce Wayne           | All Star Comics #3  |
| Doctor Fate                   | Kent Nelson           | All Star Comics #3  |
| Flash                         | Jay Garrick           | All Star Comics #3  |
| Lanterna Verde                | Alan Scott            | All Star Comics #3  |
| Hawkman                       | Carter Hall           | All Star Comics #3  |
| Hourman                       | Rex Tyler             | All Star Comics #3  |
| Sandman                       | Wesley Dodds          | All Star Comics #3  |
| Spectre                       | Jim Corrigan          | All Star Comics #3  |
| Superman                      | Clark Kent/Kal-L      | All Star Comics #3  |
| Johnny Thunder și Thunderbolt | John L. Thunder și Yz | All Star Comics #6  |
| Doctor Mid-Nite               | Charles McNider       | All Star Comics #8  |
| Starman                       | Ted Knight            | All Star Comics #8  |
| Femeia Fantastică             | Diana                 | All Star Comics #12 |
| Mister Terrific               | Terry Sloane          | All Star Comics #24 |
| Wildcat                       | Ted Grant             | All Star Comics #24 |
| Canarul Negru                 | Dinah Drake           | All Star Comics #41 |